# La Vendéenne La Roche-sur-Yon (rink hockey)
Maillots
Actualités
La Vendéenne est une association confessionnelle fondée en 1907 à La Roche-sur-Yon. Elle regroupa diverses activités tant sportives que socio-culturelles (basket, gymnastique, cinéma "le Familial", organisation de bals ou de rencontres de boxe) ; la section des sports sur patins à roulettes courses et rink-hockey est créée en 1956.
En 1986, ces activités ayant disparu ou s'étant détachées (la Vendéenne Essor), la section assura la pérennité de l'association.

## Histoire
En présence de joueurs tels que Jean-Paul Chiffoleau, Alfred Bocéno (dit Frédo) et Jean Trénit, le club monte en première division en 1962 et n'a depuis lors plus quitté le plus haut niveau français. Il faut attendre 1976 pour voir la Vendéenne remporter le titre de champion de France.
Jusqu'en 1987 les rencontres se déroulent dans la salle de sport du lycée Saint Louis, sise rue la Fontaine au cœur de la Roche-sur-Yon.
Elle rejoint la salle de l'Angelmière en septembre 1987 et l'inaugure par son 13e tournoi international (1re édition en 1973) .
À la suite du Mondial de 2015 organisé au Vendéspace, La Roche-sur-Yon récupère le parquet d'une valeur de 100 000 euros qui a servi à la compétition.

## Bilan sportif

### Palmarès
Le tableau suivant liste le palmarès du club actualisé à l'issue de la saison 2022-2023 dans les différentes compétitions officielles au niveau national et international.
| Palmarès national | Palmarès international |
| - Championnat de France de Nationale 1 (13) : - Champion : 1976, 1978, 1979, 1982, 1987, 1989, 1996, 2003, 2004, 2005, 2007, 2016 et 2017. - Championnat de France de Nationale 3 (3) : - Champion : 2002, 2014, 2015. - Coupe de France (6) : - Vainqueur : 2002, 2006, 2007, 2011, 2014, 2016. | - Néant                |

### Rencontres en coupes d'Europe

#### Ligue des Champions
Parcours européen de La Vendéenne depuis la saison 1996-1997. La Vendéenne Rink-Hockey est la première équipe française à avoir participé à la phase finale de la Ligue des Champions (cela en 1997  et 1998). À noter qu'ayant frôlé la relégation lors de la saison 1999-2000, La Vendéenne ne s'est pas qualifiée pour une coupe d'Europe cette année-là et n'a donc pas joué de matchs européens la saison suivante. Vice-champion de France 2006, La Vendéenne se retrouve qualifiée pour le 1er tour de la Ligue des Champions. Elle sera dispensée de tour préliminaire grâce à un ranking (classement des clubs européens) supérieur.
De nouveau, la Vendéenne devra affronter le FC Porto pour le premier tour. Opération difficile conclue par deux lourdes défaites.

#### Coupe CERS
La Vendéenne a participé à 15 reprises à la Coupe CERS depuis 1990. Sa meilleure performance a été le quart de finale (2006 ,2007 et 2013).

#### Coupes d'Europe des Nations
La Vendéenne n'a jamais participé à la coupe des nations.

## Joueurs et personnalités du club

### Présidents
Le tableau suivant présente la liste des présidents du club depuis 1956, la section n'ayant pas d'identité propre son président était celui de l'association.
| Rang | Nom                             | Période     |
| ---- | ------------------------------- | ----------- |
| 1    | Pierre Fruchet                  | 1956 - 1965 |
| 2    | Georges Cochard                 | 1965 - 1970 |
| 3    | Michel Gobin                    | 1970 - 1973 |
| 4    | Max Bougy                       | 1973 - 1978 |
| 5    | Roger Minaud                    | 1978 - 1985 |
| 6    | Michel Blot                     | 1985 - 1987 |
| 7    | Joël Piveteau                   | 1987 - 1992 |
| 8    | Francis Lucas                   | 1992 - 1998 |
| 9    | Laurent Blandin                 | 1998 - 2004 |
| 10   | Christophe Guillo               | 2004 - 2006 |
| 11   | Laurent Blandin & Francis Lucas | 2006- 2008  |
| 12   | Lucas Gaucher                   | 2008 - 2018 |
| 13   | Lucie Gaucher                   | 2018 -      |

### Entraîneurs
Le tableau suivant présente la liste des entraîneurs du club depuis 1956.
| Rang | Nom                                            | Période                         |
| ---- | ---------------------------------------------- | ------------------------------- |
| 1    | Pierre Giraudeau                               | 1956-?                          |
| 2    | Yves Lapeyre                                   | ?                               |
| 3    | Alfred Bocéno                                  | ?                               |
| 4    | Guy Froger                                     | ?                               |
| 5    | Jean-Paul Chiffoleau                           | ?                               |
| 6    | Didier Tournereau                              | ?                               |
| 7    | Laurent Huvelin                                | ?                               |
| 8    | Olivier Blandin                                | ?                               |
| 9    | Laurent Mesnis                                 | ?                               |
| 10   | Stéphane Emeriau                               | ?                               |
| 11   | Eduardo Paez                                   | ?                               |
| 12   | Cédrik Cayol                                   | ?                               |
| 13   | Sergio Burgoa                                  | ?                               |
| 14   | Lucas Gaucher                                  | 2004-2007                       |
| 15   | Jean-Philippe Brison & Alexandro Burgoa Sergio | ?-en cours de saison 2011- 2012 |
| 16   | Jérôme Moriceau                                | En cours de saison 2011- 2012   |
| 17   | Sergi Punset                                   | 2012-2014                       |
| 18   | Borja López i Castilla & Édu Fernandez         | 2014-2015                       |
| 19   | Éric Marquis                                   | 2015-octobre 2015               |
| 20   | Igor Tarassioux & Gaëtan Guillomet             | octobre 2015                    |
| 21   | Lucas Gaucher                                  | 2015-2017                       |
| 22   | Miguel Àngel Sánchez                           | 2017-2019                       |
| 23   | Lucas Gaucher                                  | 2019-2022                       |
| 24   | Marc Salicru                                   | 2022-2024                       |
| 25   | Nuno Domingues                                 | 2025-                           |

### Personnalités emblématiques
- Baptiste Lucas (2001-2011), formé au club
- Florian Tessier (2003-2004 & 2011-2012), international français formé au club
- Julien Huvelin (2003-2014), international français formé au club
- Mathieu Guibot (2003-2015), international français formé au club
- Jérôme Moriceau (2005-2012), international français
- Florent David (2008-2011), international français formé au club
- Baptiste Bonneau (2009-2011), international français formé au club
- Lili Buchoux, internationale française évoluant au club
- Alexandro Burgoa Sergio (2009-2012), international argentin
- Jérémie Bonnaud (2009-2013), international français des - de 23 ans formé au club
- Borja López (2012-2015), international espagnol
- Édu Fernandez (2012-2015), international espagnol
- Litus Martinez (2013-2015)

## Identité visuelle

Ancien logotype.